# John James Flynt junior

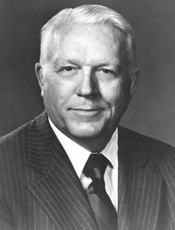
John James Flynt

John James Flynt Jr. (* 8. November 1914 in Griffin, Georgia; † 24. Juni 2007 ebenda) war ein US-amerikanischer Politiker. Er vertrat den Bundesstaat Georgia als Abgeordneter im US-Repräsentantenhaus.

## Werdegang
John Flynt besuchte die öffentliche Schule und die Georgia Military Academy (heute Woodward Academy). Später ging er auf die University of Georgia in Athens, wo er Mitglied der Phi Kappa Literary Society war. Seinen Bachelor of Arts bekam er 1936. Danach diente er in der United States Army von 1936 bis 1937, sowie während des Zweiten Weltkriegs (1941–1945). Nach dem Krieg verübte er weiter seinen Dienst in der United States Army Reserve.
Flynt besuchte die Law School der Emory University zwischen 1937 und 1938 und graduierte 1940 an der Law School der George Washington University. Nachdem er seine Zulassung als Anwalt bekommen hatte, arbeitete er in seiner Praxis und war später stellvertretender Bundesstaatsanwalt für den nördlichen Bezirk Georgias zwischen 1939 und 1941, sowie auch zwischen 1945 und 1946. Anschließend wählte man ihn als Abgeordneten in das Repräsentantenhaus von Georgia. Dort war er zwischen 1947 und 1948. Danach war er Generalstaatsanwalt von Griffins Gerichtsbezirk zwischen 1949 und 1954. Des Weiteren war er von 1952 bis 1954 Vorsitzender von Griffins Anwaltskammer. Flynt war Delegierter zu den Parteitagen der Demokraten von Georgia in den Jahren 1946, 1950, 1954, 1958, 1962 und 1966 sowie zu den Democratic National Conventions der Jahre 1960 und 1968.
Man hat ihn als Demokrat in einer außerordentlichen Wahl in den 83. Kongress gewählt, um die freie Stelle zu füllen, die durch den Tod des Abgeordneten Albert Sidney Camp verursacht wurde. Flynt wurde danach in elf nachfolgende Kongresse gewählt. Seine Amtszeit belief sich vom 2. November 1954 bis zum 3. Januar 1979. Während seiner Amtszeit hielt der er den Vorsitz des U.S. Normenausschusses (94. und 95. Kongress). Nachdem er den politischen Newcomer Newt Gingrich 1974 und 1976 besiegte, entschied sich Flynt aus dem Kongress zurückzutreten. Er kandidierte nicht noch einmal 1978 für eine Wiederwahl in den 96. Kongress. Danach nahm Flynt seine alte Tätigkeit als Anwalt auf und fing auch mit der Landwirtschaft an. Des Weiteren beteiligte er sich an Banken und Immobilien.
John James Flynt, Jr. lebte bis zu seinem Tod am 24. Juni 2007 in Griffin, Georgia.